# Zvezdelina, Kărdjali
Zvezdelina (în bulgară Звезделина) este un sat în comuna Kărdjali, regiunea Kărdjali,  Bulgaria. 

## Demografie
Componența etnică a satului Zvezdelina
     Bulgari (2,04%)
     Nicio identificare (4,59%)
     Turci (93,36%)
     Romi (0%)
La recensământul din 2011, populația satului Zvezdelina era de 392 locuitori. Din punct de vedere etnic, majoritatea locuitorilor (93,36%) erau turci, cu o minoritate de bulgari (2,04%). Pentru 4,59% din locuitori nu este cunoscută apartenența etnică.